# Veronika Gruhl
Veronika Gruhl (* 1986 in Göttingen) ist eine deutsche Comic-Künstlerin und Illustratorin. Ihr erster Kindercomic Das verfluchte Elixier kam 2018 beim Zwerchfell Verlag heraus. Als Illustratorin war sie unter anderem für Ravensburger und den Loewe Verlag tätig.

## Leben und Werk
Veronika Gruhl wurde 1986 in Göttingen geboren und wuchs in Garching auf. Bereits als Kind wurde sie durch ihre Familie zum Malen inspiriert, insbesondere durch ihre Mutter. Während ihrer Schulzeit besuchte sie verschiedene Zeichenkurse und Workshops. Sie studierte Kommunikationsdesign an der Hochschule München. Seit ihrem Abschluss im Jahr 2014 mit einem Bachelor of Arts lebt und arbeitet sie als selbstständige Illustratorin in München. Im gleichen Jahr veröffentlichte sie ihr erstes Buch im Selbstverlag. Seit 2016 ist sie Mitglied bei der Illustratoren Organisation. Im Januar 2018 wurde sie Regionalleiterin der Illustratoren München, seit Juni 2020 sitzt sie im Vorstand des Vereins. Seit 2017 gibt sie Zeichenunterricht an der Art Spot, einer privaten Kunstschule für Kinder in München.
Ihre Schwerpunkte sind Buch- und Live-Illustrationen bei Veranstaltungen. Dabei ist sie hauptsächlich für Agenturen, Unternehmen und Verlage tätig. Nach eigener Aussage zeichnet sie Menschen, deren Gesichter und Emotionen, besonders gerne. Sie verwendet sowohl analoge Medien, wie etwa Aquarell, Bleistift, Filzstift und Tusche, als auch digitale Techniken wie Adobe Photoshop und Adobe Illustrator.
Mit Das verfluchte Elixier veröffentlichte der Zwerchfell Verlag 2018 ihren ersten Comic für Kinder zwischen sechs und zwölf Jahren. Rikki Beck ist besorgt, weil die Ernte ihrer Eltern in diesem Jahr sehr klein ausgefallen ist. Ihr erfinderischer Freund Patrick mischt ein Elixier, das das Gemüse wachsen lässt, aber auch einen ungewollten Nebeneffekt hat: es wirkt ebenfalls bei Menschen. Zusammen mit ihrer Schwester Sofia und dem guten Freund Henri versucht sie, die unerwartete Katastrophe zu verhindern. Die Zeichnungen entstanden mit analogen Mitteln. Für das Lettering digitalisierte Gruhl ihre handschriftlichen Buchstaben. Zur Veröffentlichung zeigte die Stadtbücherei Garching Originalzeichnungen aus Das verfluchte Elixier.
Nach den Texten von Annett Stütze und Britta Vorbach entstand im Jahr 2019 Die Donut-Bande; Gruhl steuerte die Illustrationen bei. Das Buch ist Teil der Reihe Leserabe von Ravensburger, die sich der Leseförderung von Kindern widmet. Die Donut-Bande wird ab einem Alter von acht Jahren empfohlen. Täglich lauert Max den Freundinnen Juli, Lene und Selina auf, um ihre Donuts zu klauen, während die drei Mädchen versuchen, den Diebstahl zu verhindern.
Seit 2021 illustrierte Gruhl mehrere Ausgaben der Reihe 9 von 10 schaffen diese Rätsel nicht – schaffst du sie?, die beim Loewe Verlag erschienen sind. Die Texte der Rätselbücher für Kinder verfasste Frank Passfeller. Als Handlungsrahmen dient der Auftrag des Bundeskriminalamts, mysteriöse Fälle zu lösen. Die Bilder unterstützen die gestellten Aufgaben, etwa als Teil der Anleitung oder um den Weg aus einem Labyrinth zu finden.

## Veröffentlichungen
- Das verfluchte Elixier. Comic, Zwerchfell Verlag, Stuttgart 2018, ISBN 978-3-943547-34-4.
- Die Donut-Bande – Leserabe 3. Klasse. Kinderbuch von Anett Stütze, Britta Vorbach (Text) und Veronika Gruhl (Zeichnungen), Ravensburger, Ravensburg 2019, ISBN 978-3-473-36148-9.
- Die beste Zeit für guten Stil – Fashion for Women. Not Girls. Moderatgeber mit einem Beitrag von Veronika Gruhl, Knesebeck Verlag, München 2021, ISBN 978-3-95728-444-0.

- 9 von 10 schaffen diese Rätsel nicht – schaffst du sie? – Vol. 1. Rätselbuch von Frank Passfeller (Text) und Veronika Gruhl (Zeichnungen), Loewe Verlag, Bindlach 2021, ISBN 978-3-7432-0906-0.
- 9 von 10 schaffen diese Rätsel nicht – schaffst du sie? – Vol. 4. Rätselbuch von Frank Passfeller (Text) und Veronika Gruhl (Zeichnungen), Loewe Verlag, Bindlach 2022, ISBN 978-3-7432-1075-2.

## Kritiken und Auszeichnungen
Das Portal kindersachen.de vom Deutschen Kinderhilfswerk hält fest, Das verfluchte Elixier sei etwas für „alle großen und kleinen Leserinnen und Leser, die spannende Geschichten und überraschende Wendungen mögen“. Gruhl illustriere ihr Werk „toll“ und unter den Figuren fänden sich „ziemlich witzige Charaktere, wie die kleine Schwester Sofia“. Der Comic falle allerdings recht kurz aus und sei damit schnell gelesen.
Für Das verfluchte Elixier wurde Gruhl 2019 mit einem ICOM Independent Comic Preis in der Kategorie „Herausragendes Artwork“ ausgezeichnet.
Als einer von vier Preisträgern 2021 erhielt 9 von 10 schaffen diese Rätsel nicht – schaffst du sie? – Vol. 2 den Jugendsachbuchpreis vom Verein für Leseförderung. Wer „gerne um die Ecke denkt, Herausforderungen annimmt, […] und nicht leicht zu frustrieren ist, wird hier fündig“, so die Jury in ihrem Urteil. Gruhl zeichne dazu „schöne, unterstützende und aussagekräftige Bilder“.